# Walther von Hünersdorff

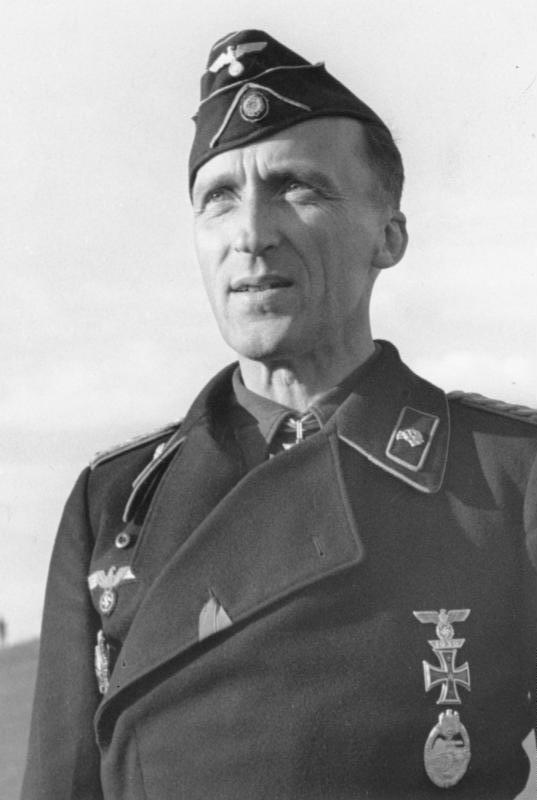
Walther von Hünersdorff

Walther Ernst Theodor von Hünersdorff (El Cairo, Egipto; 28 de noviembre de 1898 - Járkov, Unión Soviética; 17 de julio de 1943) fue un teniente general de la Wehrmacht, jefe de Estado Mayor del XV Ejército y comandante del  11.º Regimiento Panzer condecorado con la Cruz de Caballero de la Cruz de Hierro con Hojas de Roble por sus méritos en el Frente del Este durante la Segunda Guerra Mundial.

## Biografía
Walther von Hünersdorff nació en El Cairo, Egipto en 1898. El 9 de agosto de 1915 ingresó como cadete en el Ejército Real Prusiano sirviendo en el Regimiento de Húsares de Silesia N.º 4, en plena Gran Guerra sirviendo como ayudante de campo del Estado Mayor.

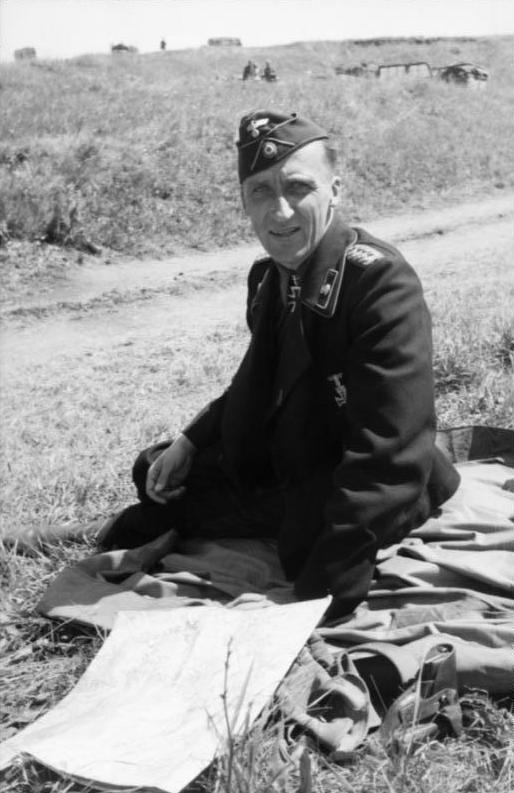
Von Hünersdorff en junio de 1943.

Terminada la guerra, von Hünersdorff fue admitido en el Reichswehr sirviendo en el 11.º regimiento Reiter-Preß de Ohlau. En agosto de 1930 sirvió en el Depto de Personal de la 3.ª División de Ejército en Berlín como teniente. En 1933 fue ascendido a capitán y recibió mando de una unidad de reconocimiento motorizado N.º 4 con asiento en Sondershausen. En 1936 fue ascendido a Mayor y en 1938 fue llamado al servicio como oficial de Estado Mayor de la 1.ª División Panzer siendo ascendido a teniente coronel. En 1939, en los inicios de la Segunda Guerra Mundial, fue nombrado comandante de la 253.ª División de Panzergranaderos adscrita al II Ejército.
De carácter muy modesto, con grandes ascendientes de líder innato y de gran coraje, von Hünersdorff se ganó el respeto tanto de sus superiores como de sus hombres bajo su mando.
El septiembre de 1940 fue nombrado jefe de Estado Mayor del XV Ejército y en noviembre jefe de Estado Mayor del 3.er. Ejército Panzer siendo trasladado a la frontera con la Unión Soviética en vistas de la Operación Barbarroja.  El 1 de julio de 1941 fue ascendido a coronel. El 26 de enero de 1942 fue condecorado con la Cruz Alemana en Oro.
En diciembre de 1942, cuando el VI Ejército de Friedrich Paulus fue sitiado en Stalingrado, el mariscal Erich von Manstein inició un intento de romper el cerco enviando a la 6.ª División Panzer que incluía el regimiento Panzer N.º 11 bajo el mando de von Hünersdorff para penetrar las líneas enemigas destacándose en sus muchos intentos por acercarse a la ciudad en ruinas logrando llegar a 50 km del ejército condenado;  pero sin lograr el éxito.  Por estos méritos se le otorgó la Cruz de Caballero de la Cruz de Hierro.
En febrero de 1943 se le concede el mando de la 6.ª División Panzer y en mayo de ese año se le asciende a General de División.
En julio de 1943 formó parte de la Operación Ciudadela en la reconquista de la ciudad de Jarkov.

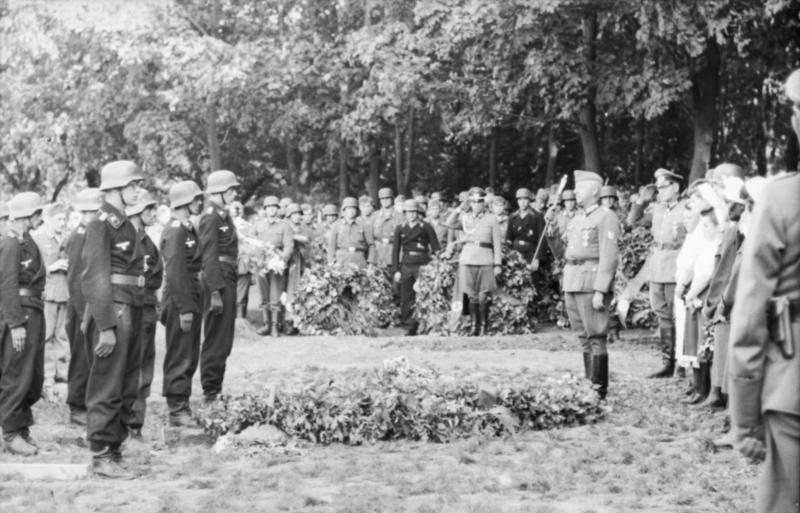
Sepelio de Von Hünersdorff en julio de 1943, rinde honores el Mariscal Erich von Manstein.

El 13 de julio de 1943, von Hünersdorff fue herido de gravedad por un disparo en la cabeza por parte de un francotirador enemigo, parte de las esquirlas de su casco se alojaron en el cerebro. Se le intentó estabilizar mediante una cirugía de emergencia, pero von Hünersdorff entró en estado de coma profundo. El 14 de julio se le concedió las Hojas de Roble para su Cruz de Caballero y se le ascendió a teniente general.
Von Hünersdorff falleció el 17 de julio de 1943 y se le rindieron honores por parte del general Hermann Hoth y el mariscal Erich von Manstein siendo inhumado en Járkov.